# دول، ژورا
شهر دول، ژورا (به فرانسوی: Dole, Jura) در شهرستان ژورا در ناحیه فرانش-کنته با جمعیت ۲۴٬۶۰۶ نفر در کشور فرانسه واقع شده‌است